# آرامگاه یادمانی (فیلم)
آرامگاه یادمانی (انگلیسی: Mausoleum) فیلمی در ژانر ترسناک است که در سال ۱۹۸۳ منتشر شد. از بازیگران آن می‌توان به نورمن بارتون اشاره کرد.